# Liste der Marktgemeinden im Reichsgau Sudetenland
Die Liste der Marktgemeinden im Reichsgau Sudetenland listet Marktgemeinden im Reichsgau Sudetenland.

## Nördliches Sudetenland
| Deutscher Name           | Tschechischer Name     | Landkreis 1939       | Regierungs- bezirk 1939 | Landesteil | Markt seit | Einwohner 1939 |                                 |
| ------------------------ | ---------------------- | -------------------- | ----------------------- | ---------- | ---------- | -------------- | ------------------------------- |
| Alt Habendorf            | Stráž nad Nisou        | Reichenberg          | Aussig                  | Böhmen     |            | 2.342          |                                 |
| Arnsdorf                 | Arnoltice              | Böhmisch Leipa       | Aussig                  | Böhmen     |            | 3.245          |                                 |
| Bleiswedel               | Blíževedly             | Leitmeritz           | Aussig                  | Böhmen     | 1292       | 722            |                                 |
| Bruch                    | Lom u Mostu            | Brüx                 | Aussig                  | Böhmen     |            | 7.164          |                                 |
| Dessendorf               | Desná                  | Gablonz an der Neiße | Aussig                  | Böhmen     |            | 1.509          |                                 |
| Dörfel                   | Vesec                  | Reichenberg          | Aussig                  | Böhmen     |            | 3.300          |                                 |
| Drum                     | Stvolínky              | Böhmisch Leipa       | Aussig                  | Böhmen     |            | 498            |                                 |
| Eulau                    | Jílové u Děčína        | Tetschen             | Aussig                  | Böhmen     |            | 3.787          |                                 |
| Gradlitz                 | Choustníkovo Hradiště  | Trautenau            | Aussig                  | Böhmen     |            | 853            |                                 |
| Großhammer               | Velké Hamry            | Gablonz an der Neiße | Aussig                  | Böhmen     | 1926       | 3.483          |                                 |
| Groß Priesen             | Velké Březno           | Aussig               | Aussig                  | Böhmen     |            | 1.939          |                                 |
| Hab(ich)stein            | Jestřebí u České Lípy  | Böhmisch Leipa       | Aussig                  | Böhmen     |            | 721            |                                 |
| Hainspach                | Lipová u Šluknova      | Schluckenau          | Aussig                  | Böhmen     |            | 2.401          |                                 |
| Haratitz                 | Haratice               | Gablonz an der Neiße | Aussig                  | Böhmen     |            | 818            |                                 |
| Hirschberg am See        | Doksy                  | Dauba                | Aussig                  | Böhmen     |            | 3.139          |                                 |
| Hohlen                   | Holany                 | Böhmisch Leipa       | Aussig                  | Böhmen     |            | 771            |                                 |
| Hostomitz                | Hostomice nad Bílinou  | Bilin                | Aussig                  | Böhmen     |            | 2.996          |                                 |
| Jablonetz                | Jablonec nad Jizerou   | Hohenelbe            | Aussig                  | Böhmen     |            | 1.232          |                                 |
| Johannisbad              | Janské Lázně           | Trautenau            | Aussig                  | Böhmen     |            | 393            |                                 |
| Josefsthal               | Josefův Důl            | Gablonz an der Neiße | Aussig                  | Böhmen     |            | 1.519          |                                 |
| Jungbuch                 | Mladé Buky             | Trautenau            | Aussig                  | Böhmen     |            | 3.903          |                                 |
| Kukan                    | Kokonín                | Gablonz an der Neiße | Aussig                  | Böhmen     |            | 2.624          |                                 |
| Lewin                    | Levín                  | Leitmeritz           | Aussig                  | Böhmen     |            | 464            |                                 |
| Maffersdorf              | Vratislavice nad Nisou | Reichenberg          | Aussig                  | Böhmen     |            | 6.234          |                                 |
| Mariaschein              | Bohosudov              | Aussig               | Aussig                  | Böhmen     |            | 3.766          |                                 |
| Marschendorf             | Horní Maršov           | Trautenau            | Aussig                  | Böhmen     |            | 2.435          |                                 |
| Milleschau               | Milešov                | Leitmeritz           | Aussig                  | Böhmen     |            | 581            |                                 |
| Neustadtl                | Jezvé                  | Böhmisch Leipa       | Aussig                  | Böhmen     |            | 678            | Ortsteil der Gemeinde Stružnice |
| Ober Altstadt            | Horní Staré Město      | Trautenau            | Aussig                  | Böhmen     |            | 3.277          |                                 |
| Parschnitz               | Poříčí                 | Trautenau            | Aussig                  | Böhmen     |            | 3.181          |                                 |
| Platz                    | Místo                  | Komotau              | Aussig                  | Böhmen     |            | 407            |                                 |
| Prichowitz (Stephansruh) | Příchovice             | Gablonz an der Neiße | Aussig                  | Böhmen     |            | 2.472          |                                 |
| Reichen                  | Rychnov u Verneřic     | Tetschen             | Aussig                  | Böhmen     |            | 791            | Ortsteil von Verneřice          |
| Schönbach                | Zdislava               | Deutsch Gabel        | Aussig                  | Böhmen     | 1906       | 661            |                                 |
| Schurz                   | Žireč                  | Trautenau            | Aussig                  | Böhmen     |            | 391            |                                 |
| Schwarzenthal            | Černý Důl              | Hohenelbe            | Aussig                  | Böhmen     |            | 1.066          |                                 |
| Wekelsdorf               | Teplice nad Metují     | Braunau              | Aussig                  | Böhmen     |            | 1.200          |                                 |
| Zinnwald                 | Cínovec                | Teplitz-Schönau      | Aussig                  | Böhmen     |            | 1.217          |                                 |

## Westliches Sudetenland
| Deutscher Name             | Tschechischer Name      | Landkreis 1939       | Regierungs- bezirk 1939 | Landesteil | Markt seit | Einwohner 1939 |                                  |
| -------------------------- | ----------------------- | -------------------- | ----------------------- | ---------- | ---------- | -------------- | -------------------------------- |
| Alt Zedlisch               | Staré Sedliště          | Tachau               | Eger                    | Böhmen     |            | 1.195          |                                  |
| Eisendorf                  | Železná                 | Bischofteinitz       | Eger                    | Böhmen     |            | 1.624          |                                  |
| Engelhaus                  | Andělská Hora           | Karlsbad             | Eger                    | Böhmen     |            | 732            |                                  |
| Fleißen                    | Plesná                  | Eger                 | Eger                    | Böhmen     |            | 3.013          |                                  |
| Koleschowitz               | Kolešovice              | Podersam             | Eger                    | Böhmen     |            | 1.176          |                                  |
| Kuttenplan                 | Chodová Planá           | Tachau               | Eger                    | Böhmen     |            | 1.749          |                                  |
| Lubens                     | Lubenec                 | Luditz               | Eger                    | Böhmen     |            | 1.030          |                                  |
| Luck                       | Luka                    | Luditz               | Eger                    | Böhmen     |            | 451            |                                  |
| Maria Kulm                 | Chlum Svaté Maří        | Falkenau an der Eger | Eger                    | Böhmen     | 1651       | 1.360          |                                  |
| Miecholup                  | Měcholupy               | Saaz                 | Eger                    | Böhmen     |            | 921            |                                  |
| Muttersdorf                | Mutěnín                 | Bischofteinitz       | Eger                    | Böhmen     |            | 986            |                                  |
| Netschetin                 | Nečtiny                 | Luditz               | Eger                    | Böhmen     | 1330       | 842            |                                  |
| Neumarkt                   | Úterý                   | Tepl                 | Eger                    | Böhmen     |            | 824            |                                  |
| Neusattl                   | Nové Sedlo u Lokte      | Elbogen              | Eger                    | Böhmen     | 1899       | 4.077          |                                  |
| Neustadtl                  | Stráž u Tachova         | Tachau               | Eger                    | Böhmen     |            | 957            |                                  |
| Pfraumberg                 | Přimda                  | Tachau               | Eger                    | Böhmen     |            | 1.203          |                                  |
| Pomeisl                    | Nepomyšl                | Podersam             | Eger                    | Böhmen     |            | 1.132          |                                  |
| Rabenstein an der Schnella | Rabštejn nad Střelou    | Luditz               | Eger                    | Böhmen     |            | 312            |                                  |
| Rossbach                   | Hranice u Aše           | Asch                 | Eger                    | Böhmen     | 1882       | 4.193          |                                  |
| Schmiedeberg               | Kovářská                | Pressnitz            | Eger                    | Böhmen     |            | 4.125          | ab 1939 Kreis Sankt Joachimsthal |
| Schönlind bei Neudek       | Krásná Lípa u Šindelové | Neudek               | Eger                    | Böhmen     | 1631       | 657            |                                  |
| Waltsch                    | Valeč v Čechách         | Luditz               | Eger                    | Böhmen     |            | 730            |                                  |
| Weißensulz                 | Bělá nad Radbuzou       | Bischofteinitz       | Eger                    | Böhmen     | 1875       | 1.856          |                                  |
| Zwodau                     | Svatava                 | Falkenau an der Eger | Eger                    | Böhmen     | 1903       | 4.112          |                                  |

## Östliches Sudetenland
| Deutscher Name                              | Tschechischer Name          | Landkreis 1939     | Regierungs- bezirk 1939 | Landesteil | Markt seit | Einwohner 1939 |                                  |
| ------------------------------------------- | --------------------------- | ------------------ | ----------------------- | ---------- | ---------- | -------------- | -------------------------------- |
| Abtsdorf                                    | Opatov v Čechách            | Zwittau            | Troppau                 | Böhmen     | 1760       | 1.922          |                                  |
| Alt Titschein                               | Starý Jičín                 | Neu Titschein      | Troppau                 | Mähren     |            | 636            |                                  |
| Böhmisch Rothwasser                         | Dolní Čermná                | Landskron          | Troppau                 | Böhmen     |            | 1.624          |                                  |
| Deutsch Brodek                              | Brodek u Konice             | Mährisch Trübau    | Troppau                 | Mähren     |            | 1.141          |                                  |
| Deutsch Hause                               | Huzová                      | Sternberg          | Troppau                 | Mähren     |            | 1.286          |                                  |
| Deutsch Liebau                              | Horní Libina                | Mährisch Schönberg | Troppau                 | Mähren     |            | 3.909          |                                  |
| Eulenberg                                   | Sovinec                     | Römerstadt         | Troppau                 | Mähren     |            | 245            |                                  |
| Friedland an der Mohra                      | Břidličná                   | Römerstadt         | Troppau                 | Mähren     |            | 1.751          |                                  |
| Giebau                                      | Jívová                      | Sternberg          | Troppau                 | Mähren     |            | 1.534          |                                  |
| Gießhübel                                   | Olešnice v Orlických horách | Grulich            | Troppau                 | Böhmen     |            | 1.287          |                                  |
| Hrabin                                      | Hrabyně                     | Troppau            | Troppau                 | Mähren     |            | 796            |                                  |
| Krönau                                      | Křenov                      | Mährisch Trübau    | Troppau                 | Mähren     |            | 688            |                                  |
| Kronstadt                                   | Kunštát                     | Grulich            | Troppau                 | Böhmen     |            | 695            | Teil der Gemeinde Orlické Záhoří |
| Leitersdorf                                 | Litultovice                 | Troppau            | Troppau                 | Mähren     |            | 762            |                                  |
| Mährisch Rotmühl                            | Moravská Radiměř            | Zwittau            | Troppau                 | Mähren     |            | 1.331          |                                  |
| Markt Türnau                                | Městečko Trnávka            | Mährisch Trübau    | Troppau                 | Mähren     |            | 975            |                                  |
| Marktlangendorf (bis 1943 Unter Langendorf) | Dlouhá Loučka               | Sternberg          | Troppau                 | Mähren     |            | 1.733          |                                  |
| Nesseldorf                                  | Kopřivnice                  | Neu Titschein      | Troppau                 | Mähren     |            | 4.828          |                                  |
| Niklasdorf                                  | Mikulovice u Jeseníku       | Freiwaldau         | Troppau                 | Schlesien  |            | 3.316          |                                  |
| Rosswald                                    | Slezské Rudoltice           | Jägerndorf         | Troppau                 | Mähren     |            | 268            |                                  |
| Sponau                                      | Spálov                      | Neu Titschein      | Troppau                 | Mähren     |            | 1.238          |                                  |
| Str(z)ebowitz                               | Třebovice                   | Wagstadt           | Troppau                 | Schlesien  |            | 1.948          |                                  |
| Triebendorf                                 | Třebařov                    | Mährisch Trübau    | Troppau                 | Mähren     |            | 1.709          |                                  |
| Tropplowitz                                 | Opavice                     | Jägerndorf         | Troppau                 | Schlesien  |            | 243            |                                  |
| Vierzig Huben                               | Lány, Čtyřicet Lánů         | Zwittau            | Troppau                 | Mähren     |            | 3.047          |                                  |
| Weißwasser                                  | Bílá Voda                   | Freiwaldau         | Troppau                 | Schlesien  |            | 1.025          |                                  |
| Wichstadl                                   | Mladkov                     | Grulich            | Troppau                 | Böhmen     |            | 630            |                                  |
| Zauchtel                                    | Suchdol nad Odrou           | Neu Titschein      | Troppau                 | Mähren     |            | 2.493          |                                  |